# 酒井隆
酒井隆（日语： Sakai Takashi；1887年10月18日—1946年9月30日），第二次世界大戰時的日軍將領，被南京軍事法庭裁定為戰犯，最終階級陸軍中將，正四位。

## 生平
酒井隆曾任日本駐中國公使館副武官、駐濟南武官、參謀本部作戰部中國課課長、駐天津日軍參謀長、第23軍司令官等職務。戰後被中國國民政府以戰爭罪行拘捕。

### 入侵中國
1928年，駐濟南日軍跟國民政府北伐軍發生衝突。中國指控日軍向北伐軍發動攻擊，日本則聲稱有12名日本僑民為北伐軍所被害。發生衝突後，雙方原已外交協議停火。但駐濟南日軍司令官福田於四天後再次發動攻擊，造成數千人的傷亡，國民政府外交人員蔡公時也在此攻擊中被殺，是為濟南慘案或五三慘案。酒井隆時任日軍濟南武官，直接參與此事。1935年，酒井隆任天津日軍參謀長，親自起草《何梅協定》，將國民黨及東北軍逐出華北。1939年3月10日，担任兴亚院蒙疆联络部初代长官。

### 侵略香港
1941年11月，酒井隆以中將軍階被派駐廣州，擔任第23軍司令官，並为入侵香港作最後準備。12月8日，日本發動太平洋戰爭，日軍偷襲珍珠港後正式向英美宣戰。酒井隆指揮日軍入侵香港。12月25日，香港總督楊慕琦向日軍投降。在磯谷廉介抵港前，酒井隆任香港軍政廳最高長官。日軍在佔領香港期間，強姦婦女、屠殺戰俘及平民，包括醫院內的病俘及醫護人員。
根據戰犯法庭的審判記錄，酒井隆在香港犯下的罪行如下：
- 1941年12月17日至12月18日於鯉魚門屠殺30名戰俘。
- 1941年12月18日於摩星嶺炮台屠殺了24名戰俘。
- 1941年12月19日屠殺了20人的英國醫療隊（聖約翰救傷隊）。
- 1941年12月24日至12月26日，手下士兵強姦7名護士，三人死亡[2]；殺害60至70名受傷的戰俘。

### 戰後審判
1945年8月，酒井隆任職於北平。日本戰敗後，酒井隆在北平被國民政府逮捕及移交南京軍事法庭審訊。酒井隆在1930年代於華北出任日軍指揮官時已對平民犯下多起殺戮罪行，已足以被判處極刑。1946年8月27日，經過三個月的審判，酒井隆被判死刑。同年9月30日，酒井隆在南京雨花台被槍決。